# Pseudobonellia iraidii
Pseudobonellia iraidii är en djurart som tillhör fylumet skedmaskar, och som beskrevs av Murina, V.V 1984. Pseudobonellia iraidii ingår i släktet Pseudobonellia och familjen Bonelliidae. Inga underarter finns listade i Catalogue of Life.